# كابلان (بيبازاري)
كابلان هي قرية تقع في منطقة بيبازاري بمقاطعة أنقرة، تركيا. وتبعد 120 كم عن مركز مدينة أنقرة و20 كم عن منطقة بيبازاري.

## التاريخ
وفقًا للسجلات، فقد كانت مستوطنة كابلان موجودة تحت نفس الاسم منذ عام 1487 على الأقل.